# ジェイソン・マッカートニー
ジェイソン・マッカートニー（Jason McCartney、1973年9月3日 - ）は、アメリカ合衆国・ハワイ州ホノルル出身の自転車競技（ロードレース）選手。

## 経歴
1999年にプロ転向。
2004年、ツール・ド・ジョージア山岳賞。
2005年、ランス・アームストロングを擁し、ヨハン・ブリュイネール率いるディスカバリーチャンネルに移籍。
- ジロ・デ・イタリア初出場、総合138位。

2006年、ツール・ド・ジョージア山岳賞。
2007年
- ブエルタ・ア・エスパーニャ初出場、第14ステージ勝利、総合76位。
- しかし、同年限りでディスカバリーチャンネルは解散。

2008年、チームCSCに移籍。
- ツール・ド・ジョージア山岳賞。

2009年
- ツアー・オブ・カリフォルニア山岳賞。

2010年、チーム・レディオシャックへ移籍。
2012年、ユナイテッドヘルスケアに移籍。
- ポルトガル一周第6ステージ勝利